# Badín
Badín este o comună slovacă, aflată în districtul Banská Bystrica din regiunea Banská Bystrica, pe malul râului Hron. Localitatea se află la altitudinea de 369 m deasupra n.m., se întinde pe o suprafață de 34,38 km2 și în 2017 număra 2.006 locuitori.

## Istoric
Localitatea Badín este atestată documentar din 1232.

## Demografie
| An:                | 1994 | 2004   | 2014    | 2024    |
| ------------------ | ---- | ------ | ------- | ------- |
| Număr de persoane: | 1581 | 1694   | 1928    | 2152    |
| Diferență:         |      | +7,14% | +13,81% | +11,61% |

| An:                | 2023 | 2024   |
| ------------------ | ---- | ------ |
| Număr de persoane: | 2127 | 2152   |
| Diferență:         |      | +1,17% |